# Sematophyllum adnatum
Sematophyllum adnatum là một loài Rêu trong họ Sematophyllaceae. Loài này được (Michx.) E. Britton miêu tả khoa học đầu tiên năm 1902.